# 李台 (嘉靖辛丑進士)
李台（1503年—？），字星伯，湖廣荊州府公安縣人，軍籍，明朝政治人物。

## 生平
湖廣鄉試第六名舉人。嘉靖二十年（1541年）中式辛丑科會試第二百九十三名，登第二甲第七十九名進士。

## 家族
曾祖李廣；祖父李珂；父李大本，知縣。母伍氏；繼母王氏。具庆下。弟右、若。